# エッセンシャル・キリング
『エッセンシャル・キリング』（Essential Killing）は、イエジー・スコリモフスキ監督、製作、脚本による2010年の映画。

## ストーリー
砂漠の上空をヘリコプターが飛ぶ。地上では3人の兵士が敵を捜しているようだ。ムハンマドは彼らを待ち伏せ、ロケット砲を撃つ。兵士たちがヘリコプターから降りてきて彼を捕らえる。基地で拷問されるが、何も話さない。他の捕虜たちと一緒に輸送機でヨーロッパへ送られる。
捕虜を乗せたバンが、イノシシを避けようとして崖から転落する。投げ出されたムハンマドは森へ逃げるが、知らない国の、夜の雪山では逃げきれない。あきらめて事故現場に戻る。しかし油断している兵士たちを見て気が変わった。銃を奪い、2人を殺し、車で逃走を開始した。
翌朝、車をすてて森へ入ったが、ヘリコプターに発見され、兵士たちがシェパードと共に追って来た。動物用のワナに足を挟まれピンチ。なんとかブーツから足をぬく。近くにワナにかかって動けない犬がいる。首輪に血のついた靴下を挟んで、放す。多くはその犬を追ったが、1匹が自分を追ってきた。崖から大きく転落して落水し、浮き上がったら噛み付いてくるのを、ナイフで殺す。広い雪原をわたり、シカのエサの藁にくるまって夜を明かす。
朝、猛烈な空腹を感じる。蟻塚を掘り返してアリを食べる。木の皮を剥いで食べる。丸太を運搬中のトラックを偶然みつけ、荷台によじ登って移動する。降りて隠れていたら、木こりにみつかり、ケンカになる。チェンソーで殺して血まみれになる。木ノ実を食べながら雪山をさまよううち、幻覚をみる。釣り人から魚を奪い、授乳中の女性を襲って乳房にむしゃぶりつく。
また夜が来た。もう動けない。このまま凍死するのか。死へ向かう眠りの中、犬の声に起こされ、ある女性の家に導かれる。傷の手当てを受け、食事にありつく。動けるようになったら、出て行かなくてはならない。ムハンマドは白い馬にのって森へ向かう。吐いた血で馬の首が赤く染まる。春のはじめのような陽光が雪面を照らす。

## 制作
エッセンシャル・キリングはイスラエル、ポーランド、ノルウェーで2009年12月から2010年2月にかけて撮影された。スコリモフスキとジェレミー・トーマスは「ザ・シャウト／さまよえる幻響」（1978）でカンヌ国際映画祭 グランプリを受賞したコンビである。
スコリモフスキは前作「アンナと過ごした4日間」と同じく、自分のホームグランドであるポーランド北東部のマスリアン湖水地方で撮影を行いたいと考えていた。その玄関口であるオルシュティン・マズーリ空港を、CIAが中東からの捕虜の輸送のために使用しているという噂があった（本当）。冬、スコリモフスキの運転する4WDが滑って道路からはみ出したことがある。空港から2 kmしか離れていない。捕虜の輸送車に同じことがおきても不思議ではない。これから脚本のインスピレーションを得た
。
下書きをみせたところ、トーマスは自分がエグゼクティブ・プロデューサーをやるから、もっと国際的な、これまでにないような作品にしよう、と言い出し、予想よりも大きなプロジェクトが動きだした。「常識的には無理な企画。気温マイナス35度の、高い山の上。雪上車はないから、自分の脚で登らなくてはならない。撮影クルーは大変だった。私にとっても一番苦労した作品。ヴィンセント・ギャロには、割に合わない仕事だったろう。冷たい雪の上を裸足で走り回るんだから。」
スコリモフスキはつとめて作品に政治を持ち込まないようにした。「政治的なことには興味ない。政治はダーティ・ゲーム。作品をとおして自分の意見を言うつもりはない。逃げる男が野生動物になる。生きるために相手を殺す。それだけが重要だ。」
作品に出てくる「場所」も明らかにされない。「はじまりのところはアフガニスタンなのか、イラクなのか、別の国か。基地はアメリカ軍か、収容所はどこにあるのか、一切説明しない。輸送機が着陸するのはヨーロッパのどこかだが、それがポーランドのオルシュティン・マズーリ空港かどうかは言えない。」
主人公についても同様。「ヴィンセント・ギャロの表情には、お前はいったい誰なんだ、と言いたくなる何かがある。彼が何者なのか誰も知らない。彼がアラブ人やイスラム教徒に見えないとしても、それは大したことではない。ビン・ラディンと行動をともにしたカリフォルニア出身のタリバン、ジョン・ウォーカー・リンドみたいな人物かもしれないし。」
さらに、主人公は結局最後まで一言も言葉を発しない。クレジットでは、登場人物の何人かには名前がつけられているが、作品の中で名前が呼ばれることはない。

## キャスト
- ヴィンセント・ギャロ - ムハンマド
- エマニュエル・セニエ - マーガレット
- ザック・コーエン - 米国人傭兵1
- イフタック・オフィア - 米国人傭兵2
- ニコライ・クレーヴェ・ブロック（英語版） - ヘリコプター操縦士1
- スティッグ・フローデ・ヘンリクセン（英語版） - ヘリコプター操縦士2
- デイヴィッド・プライス - 諮問官
- フィリップ・ゴス - 軍医
- クラウディア・カンカ - 自転車に乗った女性

## 映画賞
第67回ヴェネツィア国際映画祭のコンペティション部門でプレミア上映され、本来「1作品に対して賞は1つ」という同映画祭のルールを審査委員長のクエンティン・タランティーノが変更し、本作に審査員特別賞と男優賞が贈られた。
| 映画祭・賞                     | 部門                     | 候補                     | 結果 |
| ------------------------------ | ------------------------ | ------------------------ | ---- |
| ヴェネツィア国際映画祭         |                          |                          |      |
| 審査員特別賞                   | イエジー・スコリモフスキ | 受賞                     |      |
| ヴォルピ杯（男優賞）           | ヴィンセント・ギャロ     | 受賞                     |      |
| マール・デル・プラタ国際映画祭 | 作品賞                   | イエジー・スコリモフスキ | 受賞 |
| マール・デル・プラタ国際映画祭 | 主演男優賞               | ヴィンセント・ギャロ     | 受賞 |